# Carathrips sculpticollis
Carathrips sculpticollis är en insektsart som först beskrevs av Ian A. Hood 1938.  Carathrips sculpticollis ingår i släktet Carathrips och familjen rörtripsar. Inga underarter finns listade i Catalogue of Life.